# 22824 фон Нейман
22824 фон Нейман (22824 von Neumann) — астероїд головного поясу, відкритий 12 вересня 1999 року. 
Названо на честь американського математика угорського походження Джона фон Неймана, що зробив значний внесок у багато розділів сучасної математики, розробив архітектуру комп'ютерів, брав участь у розробці одного з перших комп'ютерів ENIAC.